# Rison
La ville de Rison est le siège du comté de Cleveland, dans l’Arkansas, aux États-Unis. Sa population s’élevait à 1 344 habitants lors du recensement de 2010, estimée à 1 256 habitants en 2017.

## Démographie
| Groupe          | Rison | Arkansas | États-Unis |
| --------------- | ----- | -------- | ---------- |
| Blancs          | 60,4  | 77,0     | 72,4       |
| Afro-Américains | 36,7  | 15,4     | 12,6       |
| Autres          | 1,4   | 3,6      | 6,4        |
| Métis           | 1,2   | 2,0      | 2,9        |
| Amérindiens     | 0,2   | 0,8      | 0,9        |
| Asiatiques      | 0,2   | 1,2      | 4,8        |
| Total           | 100,0 | 100,0    | 100,0      |
| Hispaniques     | 2,0   | 6,4      | 16,7       |

Selon l’American Community Survey, pour la période 2011-2015, 99,65 % de la population âgée de plus de 5 ans déclare parler l’anglais à la maison et 0,35 % l’espagnol.
| 1900 | 1910 | 1920 | 1930 | 1940  | 1950 |
| ---- | ---- | ---- | ---- | ----- | ---- |
| 45   | 725  | 685  | 876  | 1 005 | 953  |

| 1960 | 1970  | 1980  | 1990  | 2000  | 2010  |
| ---- | ----- | ----- | ----- | ----- | ----- |
| 889  | 1 214 | 1 325 | 1 258 | 1 271 | 1 344 |

## Source
- (en) Cet article est partiellement ou en totalité issu de l’article de Wikipédia en anglais intitulé « Rison, Arkansas » (voir la liste des auteurs).

1. ↑  « Population and Housing Unit Estimates » (consulté le 24 mars 2018)
2. ↑  « Census of Population and Housing », Census.gov (consulté le 4 juin 2015)
3. ↑  (en) « Rison, AR Population - Census 2010 and 2000 », sur censusviewer.com.
4. ↑  (en) « Population of Arkansas - Census 2010 and 2000 », sur censusviewer.com.
5. ↑  (en) « Language spoken at home by ability to speak English for the population 5 years and over », sur factfinder.census.gov (consulté le 20 mars 2017).
6. ↑  « Statistiques des États-Unis - Arkansas - Profils des communautés de 2010 » (consulté en novembre 2020)